# سرطان زؤاني
هو نوع من أنواع سرطان الثدي وهو الأكثر شيوعا في المراحل المبكرة. مما يدل على النخر المركزي. هو نوع من سرطان القنوي. عادة السرطان لا يتسلل داخل القنوات ومع ذلك، كانت هناك روايات عن ورم سرطاني انتشر بعد ذلك إلى أنواع أخرى من الخلايا وتطور إلى سرطانات الأقنية المتسللة (الغازية). تختلف معدلات تكرار البقاء على قيد الحياة لسرطان الثدي الغازية التي نشأت مثل السرطان الزؤاني مقارنة مع أنواع أخرى من الخلايا السرطانية. سيكون للقناة نسيج نخرى مميز مع تكلس يشبه الحبل. سيؤدي عصر القناة إلى إنتاج مواد متقنة تشبه الجبن و تناسق معجون الأسنان. كما تم وصف السرطان الزؤاني كنوع نسيج من السرطانات الدهنية.